# Les Calcines
Les Calcines és un indret del terme municipal de Tremp, al Pallars Jussà, dins de l'antic terme de Vilamitjana.
Està situat a llevant de Vilamitjana i al sud-oest de Suterranya, en l'extensa plana que hi ha en aquest lloc. Al sud-oest de la partida de Sant Feliu, i al nord-oest de lo Gargallar, una branca del Canal de Gavet, coneguda en el lloc com lo Canal, travessa el paratge.